# Dolmen du Cruguellic
Le dolmen du Cruguellic est un dolmen situé à Ploemeur dans le département français du Morbihan.

## Historique
Dans son inventaire, Le Rouzic mentionne « un tertre tumulaire allongé entouré de gros blocs arcboutés vers le centre ». Durant la Seconde Guerre mondiale, le tumulus est endommagé par l'installation d'un projecteur anti-aérien. Le site est fouillé en 1974-1975 sous la direction de Charles-Tanguy Le Roux.

## Description
Le dolmen était initialement recouvert par un cairn de forme quadrangulaire de 20 m de côté, délimité par des murets en pierres sèches. Le dolmen est du type « transepté », comme on peut en observer couramment autour de Pornic (tumulus des Mousseaux, tumulus du Moulin de la Motte, dolmen de la Joselière, dolmen du Pré d'Air). Ces constructions mégalithiques se caractérisent par une architecture intérieure où des chambres secondaires et symétriques se développent autour d'une allée qui mène à la chambre principale (en forme de « croix de Lorraine »). Le nombre de chambres transeptées est variable selon les édifices (1 à 4 chambres). Dans le cas présent, il existe cinq petites chambres desservie par un prolongement du couloir d'accès sur 6,50 m de long et 1,60 m de long de large. Le couloir mesure 3,50 m de long sur 0,80 à 1 m de large, il est orienté au sud-ouest. L'ensemble mesure 10,5 m de long sur 7 m de large. 
Deux orthostates comportent un décor, désormais très usé, du type « écusson » pour une dalle située côté ouest et des motifs classiques (2 crosses, 1 hache emmanchée, 1 « hache-charrue/cachalot ») pour une dalle située côté est. Ces deux dalles pourraient correspondre à des réemplois (motif enterré ou tronqué).

## Mobilier funéraire
Les fouilles de 1974-1975 ont permis de recueillir un petit mobilier funéraire composé de fragments de céramiques (bols, vases), d'outils (lamelles de silex) et d'éléments de parure en pierre polie (herminette, hachette en éclogite, pendeloque, perles en stéatite). Les céramiques correspondent à trois faciès culturel distincts : des bols plus ou moins hémisphériques avec des décors incisés en chevrons de type chasséen, des vases type « pots de fleurs » et des « bouteilles à collerettes » caractéristiques de la culture Seine-Oise-Marne et des fragments d'un beau gobelet campaniforme. L'ensemble permet de dater le monument qui aurait été édifié vers 3500 av. J.-C. et réutilisé jusque vers 1200 av. J.-C..